# Бандит (филм)
„Бандит“ е български игрален филм от 2017 година по сценарий и режисура на Оги Стоилов. Сценаристи на филма са Георги Ангелов, Александър Чобанов, Яна Маринова и Боби Захариев.
Раоботното заглавие на филма е „Made in London“.

## Сюжет
Внимание:  Текстът по-долу разкрива сюжета на произведението (или части от него)!
Белята е съвременен балкански мигрант, скитащ из Европа, обременен по рождение с тежко психонаследство. Решава да се върне в родината, след като е изтърпял поредната присъда. Завръщайки се в бетонната джунгла на родния квартал, Белята се сблъсква със старите си навици в отчайващ опит да открие сестра си – единствения му близък човек, останал между живите .

## Актьорски състав
| Роля     | Изпълнител      |
| -------- | --------------- |
| „Белята“ | Георги Налджиев |
| Елена    | Силвия Петкова  |
| Алек     | Йордан Крушков  |
| „Багера“ | Пело Стоев      |

## Участия
- на МФФ „SoIndependent Film Fest“ (Ню Йорк, САЩ, 2017)
- на фестивала „София Филм Фест“ (2018)
- на „East End Film Fest“ (Великобритания, 2018)